# Like a Virgin (singolo)
Like a Virgin è un singolo della cantante statunitense Madonna, pubblicato il 31 ottobre 1984 come primo estratto dall'omonimo album Like a Virgin.
Il video musicale della canzone, girato a Venezia, mostra Madonna su una gondola, o in un palazzo vestita da sposa. Alcuni studiosi hanno affermato che nel video Madonna rappresenta una donna sessualmente indipendente e hanno comparato l'uomo che appare con una maschera di leone con Marco evangelista e la vitalità della città di Venezia.
Like a Virgin è uno dei pezzi più famosi dell'intera carriera di Madonna, grazie al quale ottenne popolarità a livello mondiale.

## Descrizione
Like a Virgin è stata scritta da Billy Steinberg e Tom Kelly (autori di altri successi come True colors e I drove all night di Cyndi Lauper, Eternal Flame delle Bangles e All About Us delle t.A.T.u.) e fu prodotta da Nile Rodgers. Steinberg disse che la canzone si basava sulla sua esperienza personale con l'amore. Gli autori composero la canzone nel 1983 e per un intero anno cercarono l'artista giusta a cui farla incidere: contattarono diversi cantanti, che però rifiutavano soprattutto a causa del testo ambiguo. Infine il brano fu ascoltato dal discografico Michael Ostin della Warner Bros. Records che, dopo aver ascoltato la demo cantata da Tom Kelly, decise di affidarlo a Madonna.
Tuttavia, inizialmente Rodgers pensava che la canzone non avesse un hook adeguato, e che quindi non fosse adatta per Madonna. L'idea alla base della canzone è nata quando Steinberg viveva nei vigneti di suo padre nella valle di Coachella. In un'intervista a The Los Angeles Times, Steinberg spiegò che la canzone non è stata scritta per Madonna o per qualsiasi cantante femminile, ma è stata ispirata dalle sue esperienze personali. A quel tempo Steinberg era appena venuto fuori da un rapporto emotivamente impegnativo e aveva incontrato qualcuno di nuovo. Il modo in cui Steinberg ha affrontato questa situazione difficile ha ispirato il testo di Like a Virgin.
Musicalmente, Like a Virgin è una canzone dance e possiede due hook. Madonna canta con un registro vocale acuto, accompagnato dalla batteria e dal basso. Il testo della canzone è ambiguo e consiste di doppi sensi e allusioni, ed è stato oggetto di diverse interpretazioni per il suo contenuto sessuale.
La title track verrà inclusa inoltre nelle successive raccolte The Immaculate Collection (1990) e Celebration (2009).
All'epoca Like a Virgin fece abbastanza scalpore non solo per il testo (che recita "come una vergine toccata per la primissima volta...") ma anche per l'immagine meno danzereccia e più sensuale che Madonna impone. Il testo della canzone è ambiguo, e consiste di allusioni nascoste. A proposito del testo la stessa Madonna ha commentato: "mi piace fare allusioni, e mi piace l'ironia, mi piace il modo in cui le cose possono essere viste su diversi livelli".
Questa affermazione ha messo in evidenza l'ambiguità del testo della canzone, che si basa principalmente sulla parola 'like'. Rooksby sostenne che il testo della canzone può essere interpretato in modo diverso a seconda delle persone. Per le donne realmente vergini, la canzone le incoraggia a persistere nella loro scelta e a riflettere prima di abbandonarsi al primo atto sessuale. Per le ragazze che hanno già avuto le loro esperienze sessuali, la canzone spiega loro che potranno essere in grado di rivivere le sensazioni del loro primo incontro sessuale. Invece, per i ragazzi, la canzone presenta un'immagine narcisistica, poiché spinge loro a far dimenticare alla propria ragazza i suoi incontri precedenti e farle godere l'atto sessuale come se fosse la loro 'prima volta'.
Come b-side per la prima versione del singolo fu utilizzata la canzone Stay.

## Altre versioni

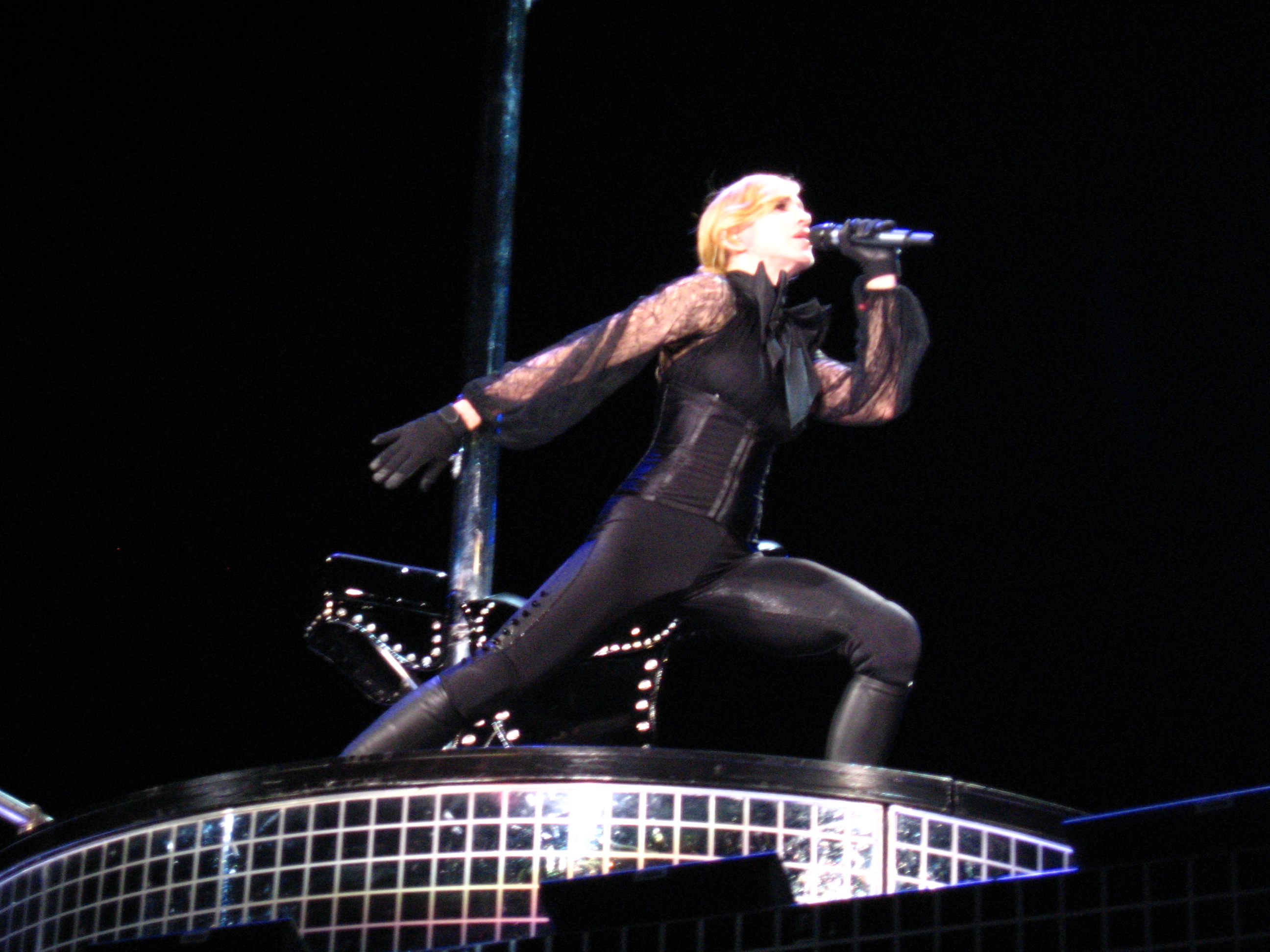
Madonna durante Like a Virgin al Confessions Tour

Like a Virgin è stata eseguita per la prima volta dal vivo agli MTV Video Music Awards del 1984, nella quale appariva vestita in abito nuziale, al Virgin Tour del 1985, dove riappare vestita nuovamente in abito nuziale assieme a due ballerini, con segmenti della canzone Billie Jean di Michael Jackson, al Who's That Girl Tour del 1987, nella quale veste in modo ironico, con segmenti di I can't help myself, al Blond Ambition Tour del 1990, in versione orientale assieme a 2 ballerini, al Girlie Show del 1993 in una versione maschile, con segmenti della canzone Falling in love again di Marlene Dietrich, al Confessions Tour del 2006 in una versione dance, e al MDNA Tour in una versione drammatica e al Rebel Heart Tour in versione dancehall.
Il brano è inserito, in una versione leggermente remixata, nella raccolta dei primi successi di Madonna The Immaculate Collection (1990), nonché nell'EP Like a Virgin & Other Big Hits, pubblicato per il solo mercato giapponese.
La versione dal vivo del brano eseguita durante il Confessions Tour del 2006 è stata pubblicata nell'album The Confessions Tour uscito nel 2007.

## Il video
Il video musicale, diretto da Mary Lambert, regista anche del precedente video di Borderline, fu girato a Venezia e in parte a New York il 18 e il 19 giugno 1984. Madonna viene ritratta come una vergine virtuosa intenta a camminare negli interni del Palazzo Zenobio (uno tra i palazzi più sontuosi della città lagunare), vestita come una sposa. Si alternano, poi, scene che mostrano la cantante ballare su una gondola. Madonna commentò: "Mary voleva che io mostrassi la moderna, mondana e saggia ragazza che sono oggi. Ma in seguito abbiamo deciso di tornare indietro nel tempo e farmi apparire come una classica e vera vergine".
Il video inizia mostrando Madonna imbarcarsi su una nave dal ponte di Brooklyn per viaggiare verso Venezia. Non appena arrivata, inizia a muoversi come una spogliarellista, ballando sinuosamente con addosso un abito nero, pantaloni blu e diversi gioielli intorno al collo, in particolare dei crocifissi. Mentre canta la canzone, si osserva un leone camminare tra le colonne di Piazza San Marco.
Diversi elementi, come un uomo con una maschera da leone, il leone stesso, l'abito da sposa e i crocifissi sono allusioni alle pratiche settecentesche e a Venezia. Sheila Whiteley, autrice di Women and popular music: sexuality, identity, and subjectivity ha ritenuto che l'immagine di madonna mostra una negazione della conoscenza sessuale, ma contemporaneamente viene mostrata simulare movenze sessuali su una gondola, rafforzando così l'idea di un ossimoro. L'introduzione di un leone maschio inoltre, conferma il sottostante discorso bestiale di due argomenti quasi opposti, favola mitologica e sesso pornografico. Whiteley ha infatti osservato che nel video, l'amante di Madonna indossa una maschera da leone, Madonna dunque getta il velo dell'innocenza e mostra la sua propensione per le passioni selvagge. Metaforicamente, avendo il desiderio del sesso inculcato in se stessa, è lei che trasforma il suo amante in una bestia. Delle riprese con il leone, Madonna disse:
"Il leone non fece nulla di ciò che avrebbe dovuto realmente fare, ed io sono finita con lo stare di spalle a un pilastro e con la testa fra le gambe... Pensai che stesse per mordermi così alzai il velo che indossavo e abbassai lo sguardo, a quel punto l'animale emise un enorme ruggito. Mi spaventai così tanto che il mio cuore cadde nelle scarpe. Quando andò via, il direttore gridò "taglia" e io riuscì a prendere di nuovo fiato. Ma potrei relazionarmi con un leone, sento che in un vita passata potevo essere un gatto, un leone o qualcosa del genere..."
Si tratta del primo video di Madonna in cui sono contenuti elementi simbolici: la croce e l'abito da sposa nelle riprese in interni sono simboli cattolici che provocano un effetto ossimorico con la sensualità del testo e delle movenze della cantante, facendo storcere il naso ai conservatori, che ritengono il video blasfemo; il leone che gira per la città e alcuni personaggi vestiti a maschera sono entrambi simboli della città di Venezia.
Il video fu incluso nella raccolta di video in VHS/DVD The Immaculate Collection del 1990.

## Accoglienza

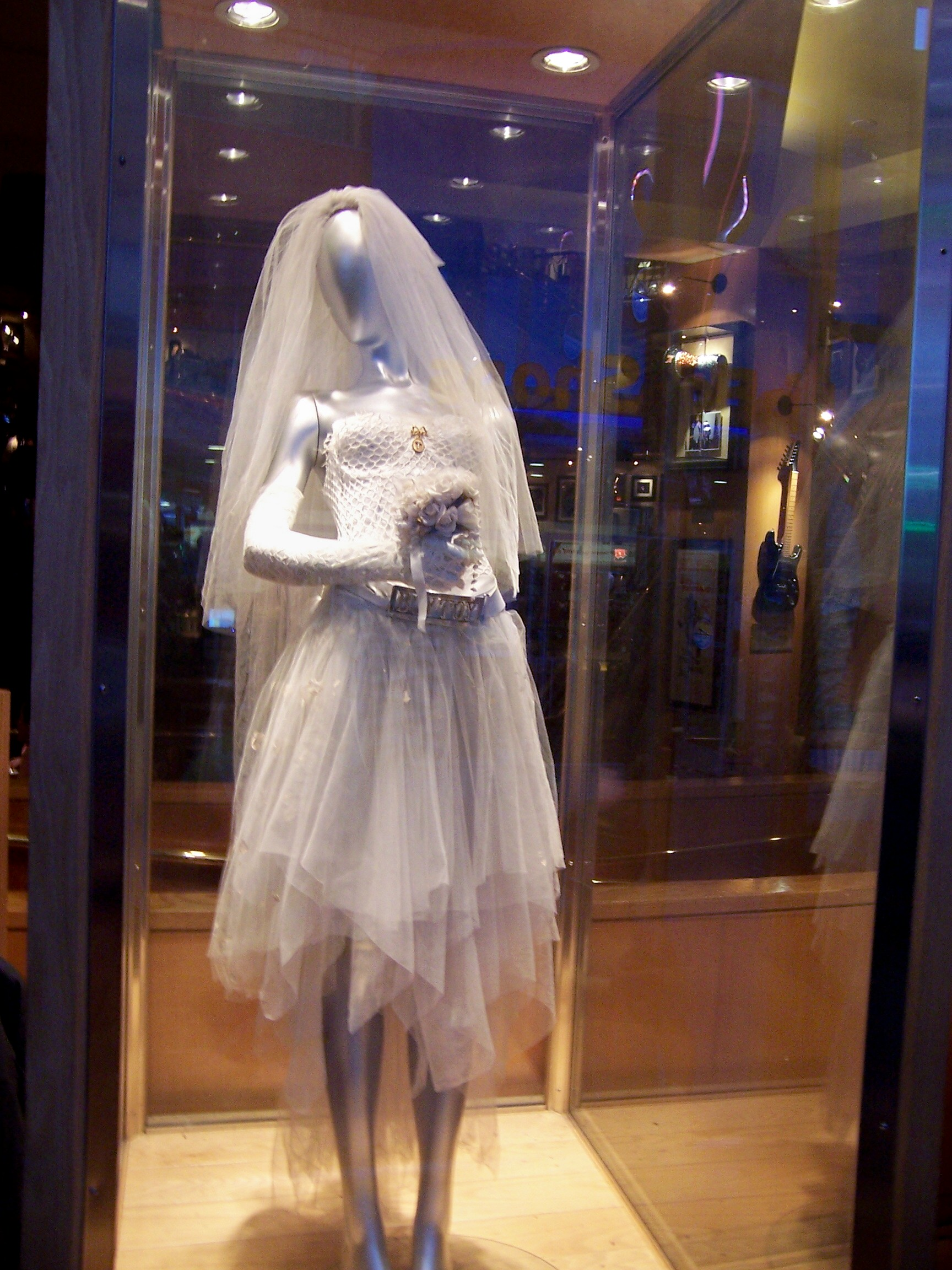
Il celebre vestito da sposa indossato da Madonna nel video musicale esposto in un Hard Rock Cafe.

La canzone alla sua uscita ha avuto un profondo impatto sociale; vari gruppi promotori della famiglia e molti tradizionalisti cercarono di boicottarla, pensando che la canzone spingesse al sesso prima del matrimonio. D'altra parte, la personalità indomita di Madonna, che non temeva di esprimere i suoi desideri sessuali, fu d'ispirazione a molti giovani, che imitavano il suo stile e il suo modo di vestire, fenomeno che si definì con il nome di "Madonna wannabe".
Like a Virgin ricevette recensioni positive dai critici, dai quali è stata considerata la canzone simbolo di Madonna. Fu il primo singolo a raggiungere la numero uno della Billboard Hot 100, nella quale rimase per sei settimane. La canzone giunse alla prima posizione anche in Australia, Canada, e Giappone, e alle prime dieci posizioni in vari paesi del mondo.
Alcuni esperti considerano Like a Virgin la canzone che convertì Madonna in un'icona della cultura popolare. Inoltre, la canzone fu inclusa tra quelle che hanno cambiato il mondo da Rolling Stone e Q.
Le classifiche internazionali accolgono il pezzo con entusiasmo: raggiunge immediatamente le prime posizioni nelle classifiche di quasi tutto il mondo e negli Stati Uniti rimane per 6 settimane in vetta della "Billboard Singles Charts".
Nel 2000 la rivista Rolling Stone la posizione alla posizione numero 4 nella classifica delle "100 migliori canzoni pop"

## Tracce
Singolo 7" Stati Uniti
1. Like a Virgin – 3:38
2. Stay – 4:04

Durata totale: 7:42
Maxi singolo Stati Uniti/Canada
1. Like a Virgin (Extended Dance Remix) – 6:04
2. Stay – 4:04

Durata totale: 10:08
Singolo 7" Giappone
1. Like a Virgin (Extended Dance Remix) – 6:07
2. Supernatural Love – 6:11

Durata totale: 12:18
Download digitale
1. Like a Virgin – 3:38
2. Like a Virgin (Extended Dance Remix) – 6:09

Durata totale: 9:47

## Accrediti
- Scritta da: Billy Steinberg, Tom Kelly e Madonna
- Prodotta da: Nile Rodgers
- Basso: Bernard Edwards
- Chitarra: Nile Rodgers
- Sintetizzatori: Rob Sabino
- Batteria: Dave Weckl

Nella versione di The Immaculate Collection:
- Missaggio: Shep Pettibone e Goh Hotoda

## Classifiche
| Classifica (1984/85)     | Posizione massima |
| ------------------------ | ----------------- |
| Australia                | 1                 |
| Austria                  | 8                 |
| Belgio                   | 2                 |
| Canada                   | 1                 |
| Europa                   | 2                 |
| Francia                  | 8                 |
| Germania                 | 4                 |
| Giappone                 | 1                 |
| Italia                   | 14                |
| Norvegia                 | 8                 |
| Nuova Zelanda            | 2                 |
| Paesi Bassi              | 4                 |
| Regno Unito              | 3                 |
| Stati Uniti              | 1                 |
| Stati Uniti (dance club) | 1                 |
| Sudafrica                | 2                 |
| Svezia                   | 15                |
| Svizzera                 | 9                 |
| Classifica (2009)        | Posizione massima |
| Norvegia                 | 10                |

### Classifiche di fine anno
| Classifica (1985) | Posizione |
| ----------------- | --------- |
| Canada            | 35        |
| Belgio            | 54        |
| Italia            | 70        |
| Paesi Bassi       | 82        |
| Stati Uniti       | 2         |
| Sudafrica         | 19        |

## Riconoscimenti
- MTV Video Music Awards
- 1985 - Candidatura per la miglior cinematografia[40]
- 1985 - Candidatura per la migliore fotografia[40]
- 1985 - Candidatura per la migliore coreografia[40]

## Omaggi
- Anche il cinema ha reso il suo tributo al successo di Madonna: nella scena iniziale del film Le iene di Quentin Tarantino i personaggi discutono sul reale significato del testo della canzone, ipotizzando si tratti di «una metafora della fava grossa». Per tutta risposta Madonna regalò all'amico Quentin una copia del suo album Erotica con la dedica: «È una canzone che parla d'amore, non di fave grosse. Madonna».[41].
- Nel film Moulin Rouge! Jim Broadbent e Richard Roxburgh eseguono una divertente versione in stile musical, cantata in terza persona.

## Cover (parziale)
Celebri cover della canzone sono state interpretate da:
- Bow Wow Wow
- Marilyn Manson con i Nine Inch Nails
- Britney Spears e Christina Aguilera nella celebre performance agli MTV Video Music Awards del 2003
- Nel 2014 il brano è stato ricantato da Suor Cristina, vincitrice del talent The Voice of Italy.[42]